# 두원 (삼국지)
두원(杜遠)은 황건적 잔당이다. 제27회에서만 언급. 요화와 500여 명의 무리를 거느리고 있었다. 관우가 조조와 대화하느라 신경을 못 쓴 사이 두원이 감부인과 미부인을 납치하고 동료인 요화에게 각자 부인로 삼자고 제안한다. 이들이 유비의 부인임을 확인한 요화는 되레 석방하자고 권유한다. 요화와 다툰 끝에 요화에게 죽임을 당했다.